# Sarandí
Sarandí är en stad i Argentina.   Den ligger i provinsen Buenos Aires, i den centrala delen av landet, i huvudstaden Buenos Aires. Sarandí ligger 5 meter över havet och antalet invånare är 60 752.
Terrängen runt Sarandí är mycket platt. En vik av havet är nära Sarandí åt nordost. Runt Sarandí är det mycket tätbefolkat, med 5 399 invånare per kvadratkilometer.. Närmaste större samhälle är Buenos Aires, 8,1 km norr om Sarandí.
Runt Sarandí är det i huvudsak tätbebyggt.